# Tangara larmoyant
Anisognathus lacrymosus
Espèce
Répartition géographique
Statut de conservation UICN

 LC  : Préoccupation mineure
Le Tangara larmoyant (Anisognathus lacrymosus), aussi appelé Tangara jérémiade, est une espèce d'oiseaux de la famille des Thraupidae.

## Répartition et sous-espèces

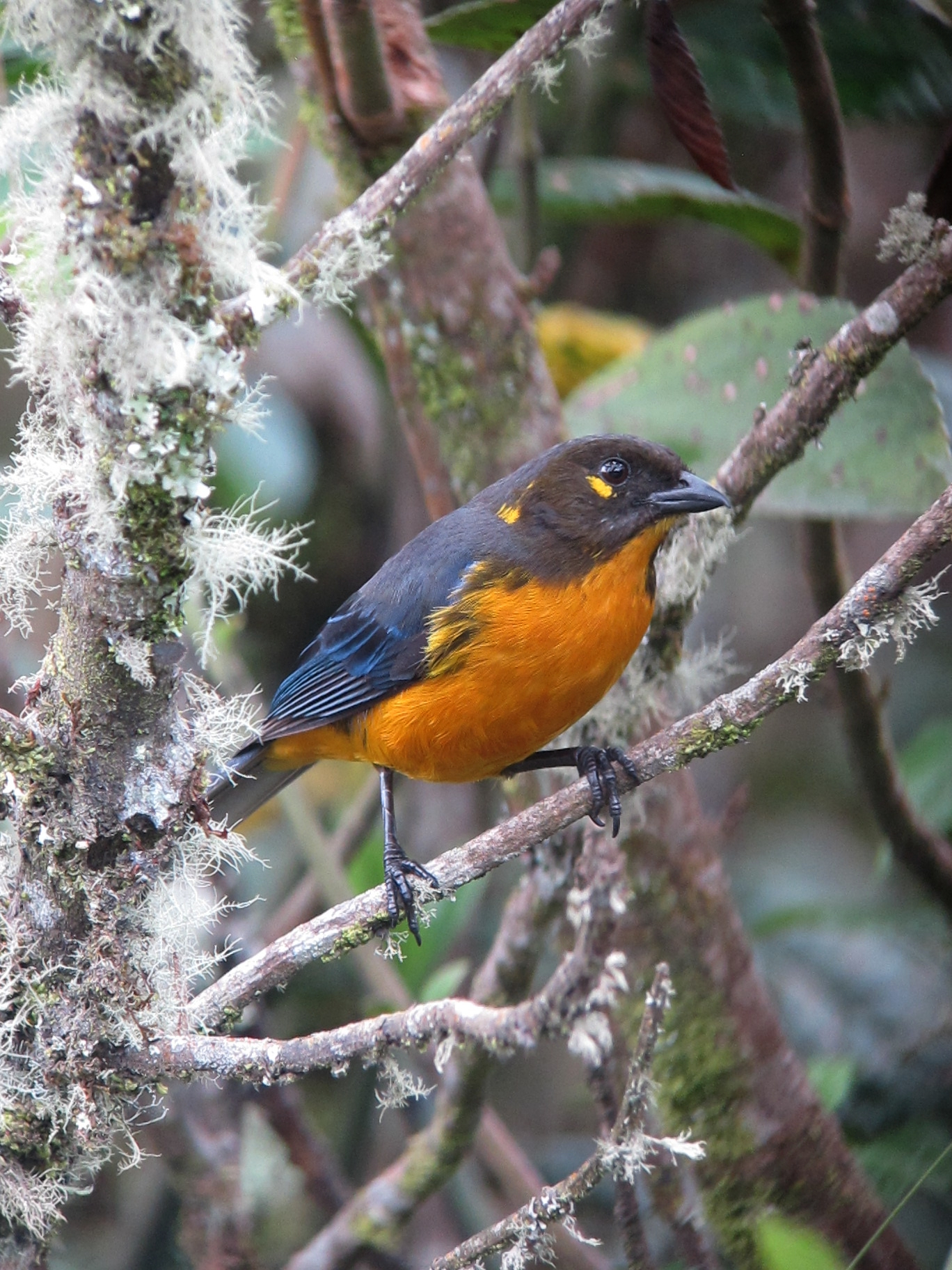
La sous-espèce A. l. intensus.

Selon la classification de référence du Congrès ornithologique international (15.1, 2025) il se répartit en neuf sous-espèces (ordre phylogénique) :
- A. l. pallididorsalis Phelps & Phelps Jr, 1952 — serranía del Perijá ;
- A. l. melanops (Berlepsch, 1893) — cordillère de Mérida ;
- A. l. tamae (Phelps & Gilliard, 1941) — cordillère Orientale (Colombie) ;
- A. l. yariguierum Donegan & Avendaño, 2010 — parc national naturel de la Serranía de los Yariguíes ;
- A. l. intensus Meyer de Schauensee, 1951 — flanc oriental de la cordillère Occidentale (Colombie)
- A. l. olivaceiceps (Berlepsch, 1912) — centre/ouest de la Colombie ;
- A. l. palpebrosus (Lafresnaye, 1847) — du noeud d'Almaguer à travers la cordillère Orientale (Équateur) ;
- A. l. caerulescens (Taczanowski & Berlepsch, 1885) — sud de l'Équateur et extrême-nord du Pérou ;
- A. l. lacrymosus (Du Bus de Gisignies, 1846) — cordillères Centrale et Orientale (centre) du Pérou.